# Zug (Waffe)

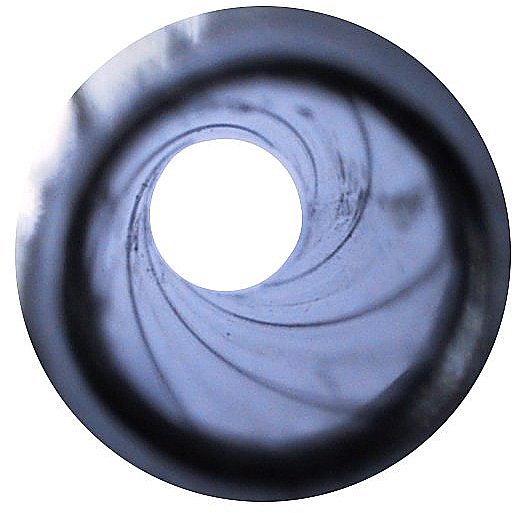
Konventionelles Zugprofil in einer 9-mm-Pistole

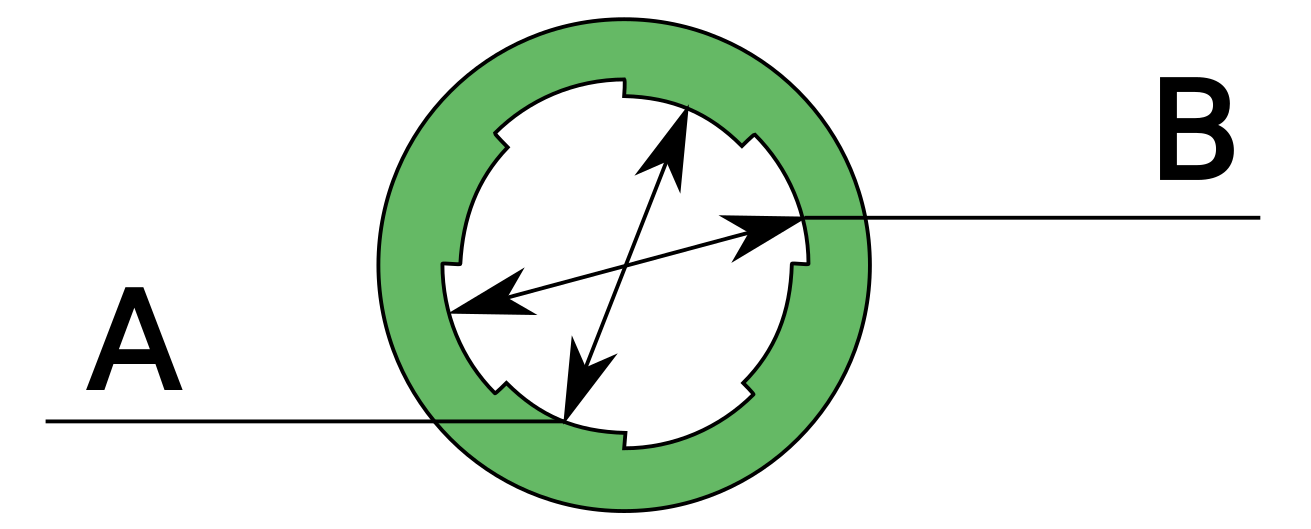
A: Feldkaliber, B: Zugkaliber

Vergleich von Glattrohr, konventionellen Zug-Feld-Profil und Polygonalprofil

Als Züge bezeichnet man die im Lauf von Handfeuerwaffen und im Rohr von Geschützen ausgeformten spiralförmigen Nuten, die dem Projektil einen Drall verleihen und dadurch die Geschossflugbahn stabilisieren. Fehlen die Züge hingegen, dann spricht man von einem zuglosen Rohr bzw. Glattrohr.

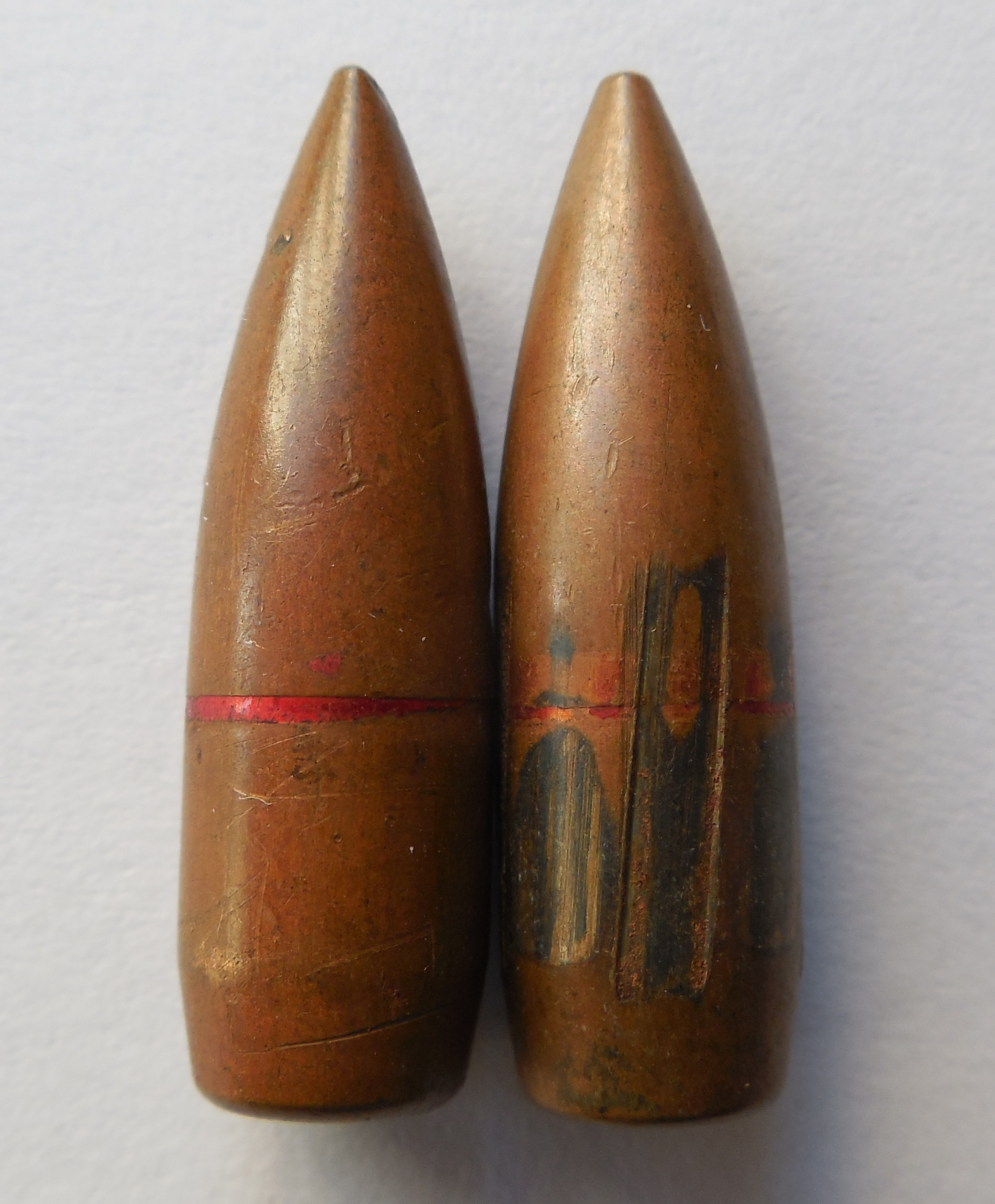
Geschoss vor und nach dem Schuss, mit eingeprägtem Zugprofil

Die zwischen den Zügen stehengebliebenen Bereiche werden als Felder bezeichnet. Dementsprechend heißt der Innendurchmesser des Laufs von Zug zu Zug Zugkaliber, von Feld zu Feld Feldkaliber. Das Zugkaliber ist stets größer als das Feldkaliber, der Durchmesser des Geschosses entspricht dem Zugkaliber (Das Geschoss wird beim Schuss leicht gequetscht und erhält dadurch ein für den jeweiligen Lauf charakteristisches Präge- und Kratzspurenmuster).
Die Richtung des Dralls wird als „rechts“ oder „links“ angegeben. Damit ist wie bei einem Gewinde die Bewegungsrichtung der Oberseite des von hinten in Schussrichtung gesehenen Geschosses gemeint. Der Pistolenlauf im nebenstehenden Bild hat demnach einen Drall nach rechts. Die Dralllänge ist die Länge, auf der sich die Wendelnut einmal vollständig gedreht hat.

## Geschichte

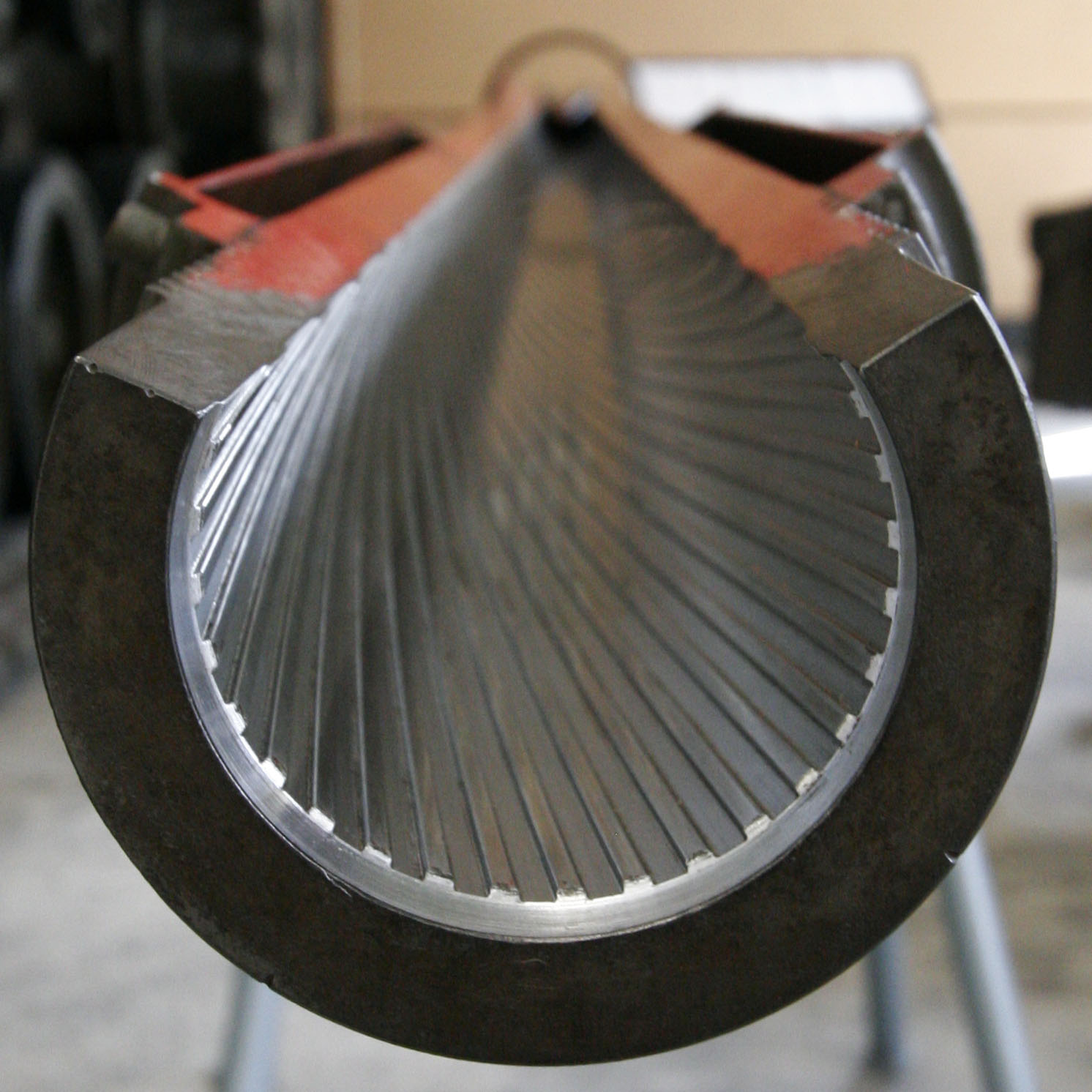
Schnittmodell einer Royal Ordnance L7

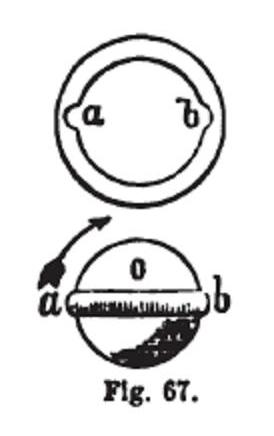
Brunswick rifle etwa 1860, Laufprofil und Kugel mit Gürtel

Wann, wo und von wem gezogene Läufe erstmals hergestellt wurden, ist nicht belegt. In der Literatur werden Büchsenmacher aus Nürnberg, Leipzig und Wien in der Zeit zwischen 1450 und 1500 erwähnt. So ist ein Jagdgewehr des Habsburger Kaisers Maximilian I. mit einem Bronzelauf erhalten, in das 12 oder 14 Züge mit leichtem Drall geschnitten sind. Zwei Züge sind nicht mehr eindeutig zu erkennen. Das Gewehr ist aufgrund des eingeprägten Wappens Maximilians datierbar, das er als römisch-deutscher König von 1493 bis 1508 führte. Gegen Ende des 15. Jahrhunderts könnten demnach die ersten gezogenen Läufe gefertigt worden sein.
Man geht auch davon aus, dass die ersten Züge noch gerade waren, also in axialer Richtung verliefen, und mehr Rillen als Nuten darstellten. Diese dienten anfänglich wohl dazu, Schwarzpulverrückstände aufzunehmen und somit ein leichteres Nachladen der Kugel von der Mündung her zu ermöglichen.
Das Gewehr Maximilians I. weist bereits wendelnutförmige Züge auf. Ob die physikalischen Hintergründe damals schon bekannt waren, darf bezweifelt werden. Wohl aber kannte man die stabilisierende Wirkung der Geschossrotation von Pfeilen, bei denen die am hinteren Ende in einem geringen Winkel zur Pfeilachse angeklebten Federn für eine höhere Treffsicherheit sorgten. Entsprechende ballistische Erkenntnisse gewann man allerdings erst im beginnenden 19. Jahrhundert.

## Kanonen
Im Gegensatz zu den Handfeuerwaffen wurden bei Kanonen gezogene Rohre erst in der zweiten Hälfte des 19. Jahrhunderts eingesetzt, als die Erfindung der Patrone bzw. der Kartusche Hinterladergeschütze ermöglichte. Der Grund liegt in der eher umständlichen Ladetechnik gezogener Vorderladerwaffen: Bleikugeln im Zugkaliber lassen sich zwar in die Laufmündung schlagen, so dass die Züge sich in die weiche Oberfläche der Kugel einprägen können, das Hinunterstoßen bis auf die Pulverladung ist danach kaum mehr möglich. Dazu kommen Rückstände aus der Pulververbrennung vorangegangener Schüsse, welche die Züge bei dem damals verwendeten Schwarzpulver mehr zusetzten als heute eingesetztes, modernes Pulver.
Für Vorderladerwaffen mit gezogenem Lauf wurde ein Treibspiegel aus einem gefetteten Pflaster nötig. Dies waren meist runde Stoff- oder Lederflecken, mit denen eine eingelegte, unterkalibrige Kugel relativ leicht mit einem Hämmerchen in den Lauf geschlagen und mit dem Ladestock auf die Pulverladung hinuntergeschoben werden konnte. Das Pflaster übernahm dabei die Führung der Kugel und zugleich die Abdichtung der Pulvergase beim Schuss. Dies war bei großkalibrigen Kanonen nicht möglich, zumal dort Eisenkugeln verwendet wurden.

## Formen

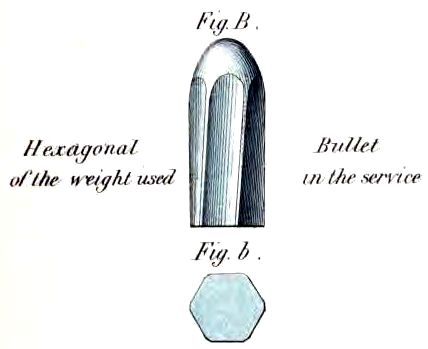
Zeichnung eines Whitworth-Geschosses

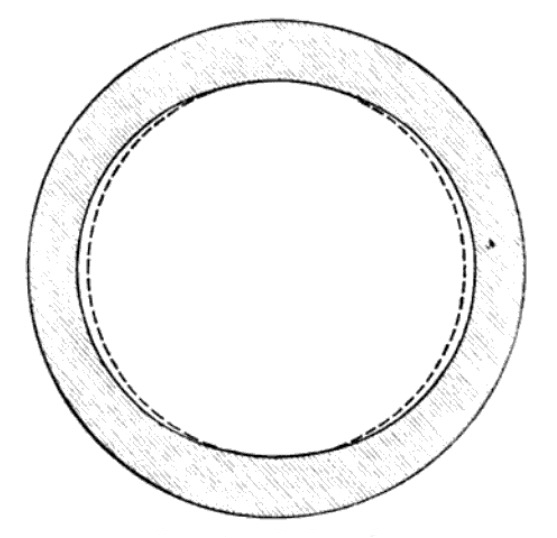
Lancaster-Zugprofil (oval)

Die Form und Anzahl der Züge war von Anfang an sehr vielfältig. Man versuchte ständig, die Treffsicherheit zu verbessern und die Nachteile des aufwändigeren Ladens zu minimieren.
Ein zu geringer oder zu starker Drall führt zu einer ungenügenden oder übermäßiger Stabilisation durch die Rotation des Geschosses und damit zu einer schlechteren Treffsicherheit. Ein zu starker Drall kann dazu führen, dass der Formschluss des Geschosses zu den Zügen nicht funktioniert und es mit undefinierter Rotation den Lauf verlässt. Die Führungsfläche des Geschosses wird dabei beschädigt, bei Mantelgeschossen kann der Mantel vom Kern getrennt werden. Unter Umständen können Rückstände als gefährliches Hindernis für das nächste Geschoss im Lauf verbleiben. Zu stark rotierende Geschosse können durch die Rotationsenergie zur Selbstzerstörung neigen.
Auch die Form (des Querschnitts) der Züge wurde in jeder erdenklichen Weise variiert: Es gab sehr viele feine Haarzüge (vom Waffenhersteller Marlin als micro-grooves beworben), tiefe Rillen, abgerundete Züge bis zu Polygonzügen, bei denen die Züge mit so großen Radien versehen wurden, dass sie mit bloßem Auge nur noch schwer zu erkennen sind. Es wurden selbst Waffen mit Zügen, die herz-, kreuz- und rosettenförmige Laufquerschnitte ergeben, gebaut. Dabei handelte es sich jedoch um Prunkstücke, die die Handfertigkeit des Büchsenmachers und den Wohlstand des Auftraggebers unterstreichen sollten. Bei Laufquerschnitten, die stark von der Kreisform abwichen, mussten auch die Geschosse bereits in Querschnittsform und mit dem Verlauf der Züge des Laufes hergestellt werden. Ein prominentes Beispiel war das Whitworth-Gewehr mit seinem sechseckigen Laufprofil (im Bild ist ein Geschoss mit Whitworth-Profil zu sehen), die dazu ausgegebenen Geschosse hatten bereits eine sechseckige Form, inklusive des Verlaufs der Züge.
Die Form und Tiefe der Züge wird durch das Zugmaß bestimmt und steht dabei in unmittelbarem Zusammenhang mit der Form und dem Material des Geschosses. In einen weichen Werkstoff wie Blei können sich auch tiefe Züge (eigentlich die Felder) leicht einprägen (siehe Bleihemdgranate), während bei modernen Vollmantelgeschossen aus Tombak, Stahl oder anderen harten Legierungen nur Züge in geringer Tiefe möglich sind.

Die Kraftübertragung erfolgt bei Handfeuerwaffen über den gesamten Geschossmantel, bei größeren Kalibern über Führungsbänder aus Kupfer oder einer weichen Legierung.

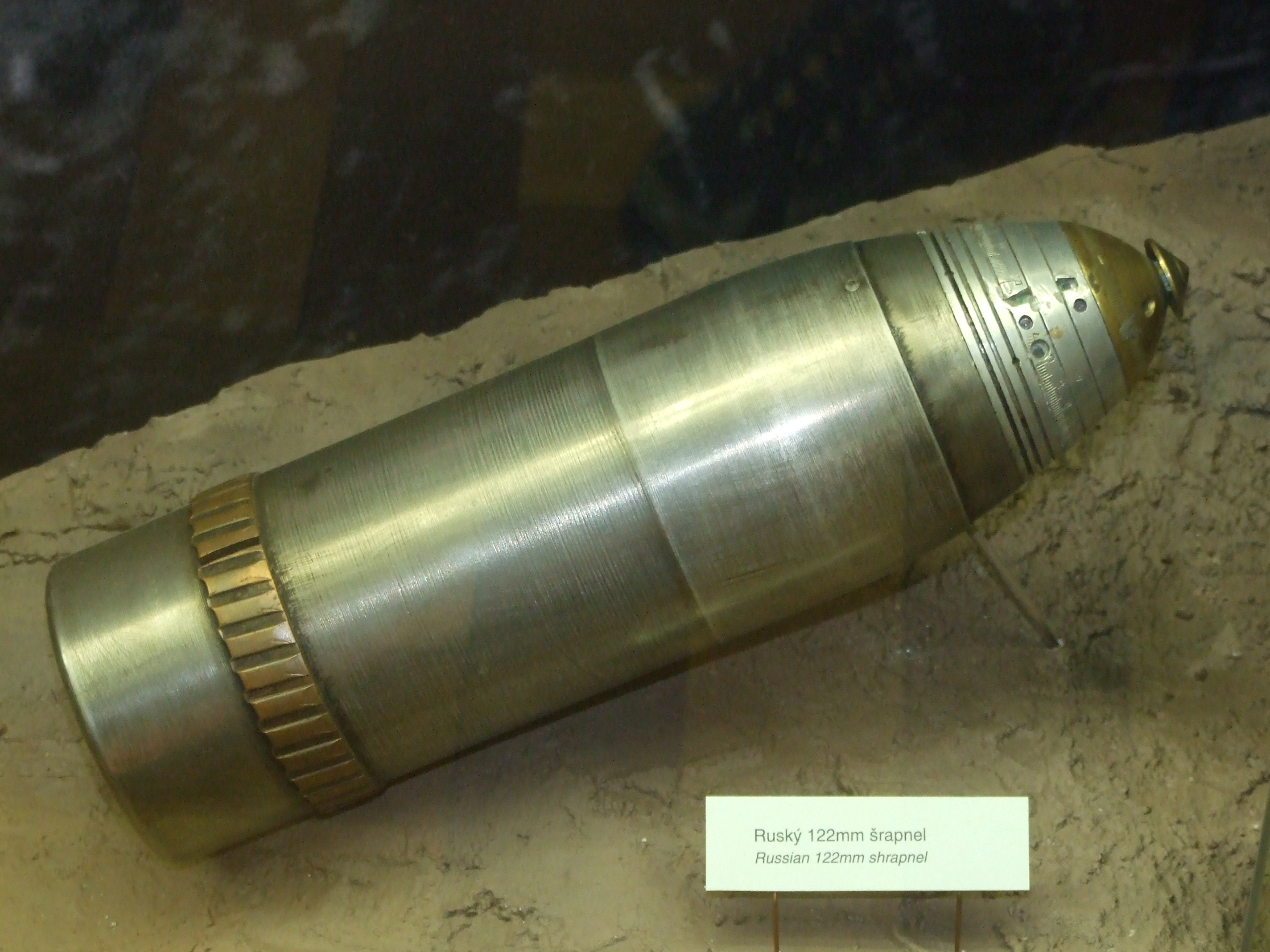
Abgefeuertes Schrapnell mit eingeprägtem Zugprofil im Führungsband

Die Steigung des Zugs nennt man Drallwinkel. Aus fertigungstechnischen Gründen ist dieser fast immer konstant (konstanter Drall). Wird der Winkel der Geschoss-Geschwindigkeit im Rohr angepasst, spricht man von progressivem Drall.
Die Strecke, auf der die Züge und Felder eine Umdrehung (360°) vollenden, heißt Dralllänge. Sie entspricht der Steigung von Schraubengewinden.
Die forensische Ballistik kann unter Umständen über das eingeschnittene Zugprofil im Geschoss auf einen Waffentyp oder sogar eine individuelle Waffe schließen.

## Sonstiges

Prinzip des Blow-Forward: Der ist fixiert. Durch Züge im Lauf kommt es zur Reibung zwischen Geschoss und Lauf, wodurch auf den Lauf eine vorwärtsgerichtete Kraft wirkt. Beim Zurückgleiten wird eine neue Patrone aus dem Magazin gestreift und in die Patronenkammer geführt.

Beim Blow Forward bewirken Züge im Lauf den Repetiervorgang.

## Trivia
In fast jedem James-Bond-Film gibt es eine Pistolenlaufsequenz, in der man James Bond durch einen gezogenen Lauf sieht.